# Distichopora uniserialis
Distichopora uniserialis is een hydroïdpoliep uit de familie Stylasteridae. De poliep komt uit het geslacht Distichopora. Distichopora uniserialis werd in 1986 voor het eerst wetenschappelijk beschreven door Cairns. 